# 芬斯特瓦爾德冰川
67°19′S 66°20′W / 67.317°S 66.333°W
芬斯特瓦爾德冰川是南極洲的冰川，長16公里、寬3公里，發源自葛拉漢地的中央高原，最終注入拉勒曼德港，該冰川以德國的冰川學家命名。